# Elena Bonetti

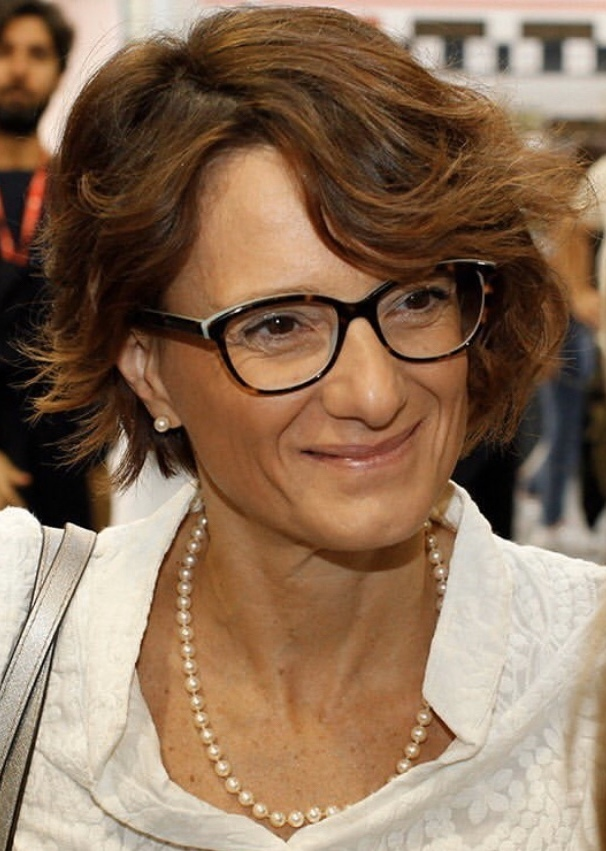
Bonetti in 2019

Elena Bonetti (Asola, 12 april 1974) is een Italiaans politica. Sinds 5 september 2019 is zij minister voor Gelijke Kansen en het Gezin in het kabinet-Conte II.

## Biografie
Elena Bonetti studeerde wiskunde aan het Ghislieri-college in Pavia. In 1997 studeerde zij af. In 2002 promoveerde ze aan de Universiteit van Milaan. Na universitair assistent aan de Universiteit van Pavia te zijn geweest, werd ze in 2016 universitair docent in de wiskundige analyse aan de Universiteit van Milaan.
Ze is lang actief geweest voor de katholieke scoutingvereniging AGESCI (Associazione Guide e Scouts Cattolici Italiani) en was nationaal vertegenwoordiger van de roverscouts, jeugdleden van 18-21 jaar. In deze hoedanigheid werkte zij mee aan de organisatie van het evenement ‘Route Nazionale 2014’, waar meer dan 30.000 jongeren aan hebben meegedaan en waar de jonge scouts de ‘Carta del Coraggio’ (de kaart van de moed) hebben opgesteld. Dit document haalde de publiciteit omdat het - onder meer – aan de AGESCI vroeg om ‘grotere openheid te tonen bij onderwerpen als homoseksualiteit, echtscheiding en samenwonen’ en om ‘ervaringen met echtscheiding, samenwonen of homoseksualiteit niet te beschouwen als een barrière voor het verenigingsleven en bij de educatieve taken’. Aan de kerk vroegen de jongeren om ‘elke keuze in het leven die is ingegeven door liefde niet alleen te dulden, maar ook te omarmen’ en om ‘het gesprek aan te gaan en de thema’s homoseksualiteit, samenwonen en echtscheiding opnieuw te bezien’. Aan de Italiaanse staat werd gevraagd om ‘anti-discriminatiebeleid te maken, met als doel mensen van elke seksuele geaardheid te verwelkomen’ en om ‘zowel op economisch als bureaucratisch gebied het beleid rond nationale adoptie te vereenvoudigen’.

## Politieke loopbaan
Elena Bonetti, die zich lang in katholieke kringen heeft begeven, begon haar politieke loopbaan in 2017, na de interne verkiezingen voor de nieuwe secretaris voor de Partito Democratico (PD). Ze maakte als Landelijk Verantwoordelijke Jongeren en Opleiding deel uit van het secretariaat dat destijds geleid werd door Matteo Renzi. Ze heeft ook gesproken op ‘de Leopolda’, een jaarlijks politiek congres naar idee van Matteo Renzi.
In 2018 was ze kandidaat voor de Kamer van Afgevaardigden in het kiescollege van de regio Lombardije. Ze stond als derde op de lijst en werd niet gekozen.
In de zomer van 2019 is ze deel uit gaan maken van het nationale bestuur van de PD en organiseerde zij de school voor politieke vorming voor jongeren ‘Meritare Italia’ (‘Italië Verdienen’) van Matteo Renzi.

### Minister voor Gelijke Kansen en het Gezin
Op 5 september 2019 werd ze door de president van de Italiaanse republiek Sergio Mattarella, op voordracht van premier Giuseppe Conte, benoemd tot minister voor Gelijke Kansen en het Gezin in de nieuwe regering die ontstaan was uit een coalitie van de Vijfsterrenbeweging, de PD en de Liberi e Uguali.

### Vertrek bij de PD en aansluiting bij Italia Viva
Nadat Matteo Renzi en een aantal parlementariërs die hem steunden zich van de PD hadden afgescheiden, sloot Elena Bonetti zich op 17 september 2019 aan bij Italia Viva, de politieke partij die werd opgericht door Matteo Renzi.

### Politieke visie
Haar benoeming op het departement van Gelijke Kansen en het Gezin in het kabinet-Conte II kan beschouwd worden als een keuze om het conservatievere beleid van haar voorgangers Lorenzo Fontana en Alessandra Locatelli in het kabinet-Conte I niet voort te zetten.
Ze steunt het jongerenbeleid en is voorstander van de instelling van een gegarandeerd minimumloon, van fiscale maatregelen voor gezinnen met kinderen, van een gegarandeerd pensioen ook voor jongeren, van initiatieven die het recht op onderwijs ondersteunen, van het afremmen van de emigratie van jongeren naar het buitenland en van een verplichte sociale dienstplicht van een maand.
Met betrekking tot het thema immigratie is ze voorstander van het ‘ius culturae’ (het recht van buitenlandse minderjarigen die geboren zijn in Italië om in aanmerking te komen voor de Italiaanse nationaliteit) en van de opvang van immigranten. Ze is ook voorstander van het Zan/Scalfarotto wetsvoorstel om homofobie te bestrijden.

## Persoonlijk
Bonetti is getrouwd en heeft twee kinderen, Tommaso en Chiara. In 2020 woont zij in Mantova.